# José Ramón de Urquijo Goitia
José Ramón de Urquijo Goitia (Durango, 26 de gener de 1953) és un historiador espanyol

## Biografia
Va néixer en la localitat biscaïna de Durango en 1953. Historiador, es professor d'investigació del Consell Superior d'Investigacions Científiques.
Ha escrit obres com La revolución de 1854 en Madrid (Instituto de Historia Jerónimo Zurita, 1984); Relaciones entre España y Nápoles durante la Primera Guerra Carlista (Actas, 1998); o Gobiernos y ministros españoles (1808-2000) (CSIC, 2001); entre d'altres. En 2010 va ser nomenat membre corresponent de la Reial Acadèmia de la Història i en 2012 de la Reial Acadèmia Matritense d'Heràldica i Genealogia.